# Ross Colton
Ross Colton (né le 11 septembre 1996 à Robbinsville Township dans l'état du New-Jersey aux États-Unis) est un joueur professionnel américain de hockey sur glace. Il évolue au poste d'attaquant.

## Biographie
Il commence sa carrière junior en 2014 chez les RoughRiders de Cedar Rapids dans l'USHL. Il est choisi au quatrième tour, en cent-dix-huitième position par le Lightning de Tampa Bay lors du repêchage d'entrée dans la LNH 2016. De 2016 à 2018, il évolue dans le Championnat NCAA avec l'Université du Vermont. En 2018, il passe professionnel avec le Crunch de Syracuse, club ferme du Lightning dans la Ligue américaine de hockey. Le 24 février 2021, il joue son premier match dans la Ligue nationale de hockey avec le Lightning face aux Hurricanes de la Caroline et marque son premier but.
Il remporte la coupe Stanley en 2021 avec Tampa Bay. Il marque le but victorieux lors du cinquième match de la finale face aux Canadiens de Montréal.
Le 28 juin 2023, il est échangé à l'Avalanche du Colorado en retour d'un choix de 2e tour, le 37e lors du repêchage d'entrée dans la LNH 2023.

## Statistiques
| Saison     | Équipe                      | Ligue       |     | Saison régulière | Saison régulière | Saison régulière | Saison régulière | Saison régulière |    | Séries éliminatoires | Séries éliminatoires | Séries éliminatoires | Séries éliminatoires | Séries éliminatoires |
| Saison     | Équipe                      | Ligue       | PJ  | B                | A                | Pts              | Pun              | PJ               | B  | A                    | Pts                  | Pun                  |                      |                      |
| 2014-2015  | RoughRiders de Cedar Rapids | USHL        | 58  | 18               | 15               | 33               | 22               | 3                | 0  | 0                    | 0                    | 0                    |                      |                      |
| 2015-2016  | RoughRiders de Cedar Rapids | USHL        | 55  | 35               | 31               | 66               | 79               | 5                | 1  | 0                    | 1                    | 2                    |                      |                      |
| 2016-2017  | Catamounts du Vermont       | Hockey East | 33  | 12               | 15               | 27               | 22               | -                | -  | -                    | -                    | -                    |                      |                      |
| 2017-2018  | Catamounts du Vermont       | Hockey East | 36  | 16               | 7                | 23               | 47               | -                | -  | -                    | -                    | -                    |                      |                      |
| 2018-2019  | Crunch de Syracuse          | LAH         | 66  | 14               | 17               | 31               | 36               | 4                | 1  | 0                    | 1                    | 2                    |                      |                      |
| 2019-2020  | Crunch de Syracuse          | LAH         | 62  | 11               | 31               | 42               | 64               | -                | -  | -                    | -                    | -                    |                      |                      |
| 2020-2021  | Crunch de Syracuse          | LAH         | 3   | 1                | 2                | 3                | 0                | -                | -  | -                    | -                    | -                    |                      |                      |
| 2020-2021  | Lightning de Tampa Bay      | LNH         | 30  | 9                | 3                | 12               | 16               | 23               | 4  | 2                    | 6                    | 12                   |                      |                      |
| 2021-2022  | Lightning de Tampa Bay      | LNH         | 79  | 22               | 17               | 39               | 24               | 23               | 5  | 4                    | 9                    | 13                   |                      |                      |
| 2022-2023  | Lightning de Tampa Bay      | LNH         | 81  | 16               | 16               | 32               | 50               | 6                | 1  | 3                    | 4                    | 4                    |                      |                      |
| 2023-2024  | Avalanche du Colorado       | LNH         | 80  | 17               | 23               | 40               | 61               | 11               | 1  | 3                    | 4                    | 2                    |                      |                      |
| Totaux LNH | Totaux LNH                  | Totaux LNH  | 270 | 64               | 59               | 123              | 151              | 63               | 11 | 12                   | 23                   | 31                   |                      |                      |

## Trophées et honneurs personnels

### USHL
- 2015-2016 : nommé dans la première équipe d'étoiles

### Ligue nationale de hockey
- 2020-2021 : vainqueur de la coupe Stanley avec le Lightning de Tampa Bay